# ジュリア・レオナルディ
ジュリア・レオナルディ（Giulia Leonardi, 1987年12月1日 - ）は、イタリアの女子バレーボール選手。ポジションはリベロ。イタリア代表。

## 来歴
2003年、VC Cesenaに入団し、プロのバレーボール選手としてのキャリアをスタートさせる。2005年にVolley Sant'Egidioに移籍し、1シーズンプレーした後に再びVC Cesenaでプレーした。その後、Volley 2002 Forlì、Pallavolo Cesena、Tiboni Urbinoを経て2011年にFVブスト・アルシーツィオに移籍した。同年にイタリア代表に初選出され、同年のワールドグランプリおよび欧州選手権に出場した。2011-12シーズンでコッパイタリア優勝に貢献した。2012年にはCEVカップでタイトルを得た。2015年よりRiver Volley Piacenzaに移籍した。

## 球歴
- 欧州選手権 - 2011年

## 所属クラブ
- VC Cesena（2003-2005年）
- Volley Sant'Egidio（2005-2006年）
- VC Cesena（2006-2007年）
- Volley 2002 Forlì（2007-2008年）
- Pallavolo Cesena（2008-2009年）
- Tiboni Urbino（2009-2011年）
- FVブスト・アルシーツィオ（2011-2015年）
- River Volley Piacenza（2015-2018年）
- FVブスト・アルシーツィオ（2018-2021年）
- イル・ビゾンテ・フィレンツェ（2023年-）